# 瓦尔德拉托雷
瓦尔德拉托雷（義大利語：Val della Torre），是意大利都灵省的一个市镇。总面积36平方公里。ISTAT代码为001284。